# Indalecio
Indalecio  è un nome proprio di persona spagnolo maschile.

## Varianti in altre lingue
- Aragonese: Indalecio
- Basco: Indaleki[1][2]
- Catalano: Indaleci[1]
- Galiziano: Indalecio[1]
- Italiano: Indalecio[2], Indalesio[2], Indalezio[2], Indalizio
- Latino: Indaletius
- Russo: Индалесий (Indalecij)

## Origine e diffusione
Deriva dal termine basco inda, che vuol dire "forza", quindi è analogo per significato ai nomi Drusilla, Nerone, Valente e Valerio.
Del nome si hanno rarissime attestazione anche in Italia, anche negli adattamenti Indalesio e Indalezio.

## Onomastico
L'onomastico ricorre il 15 maggio in memoria di sant'Indalecio, discepolo degli Apostoli e vescovo di Almería.

## Persone

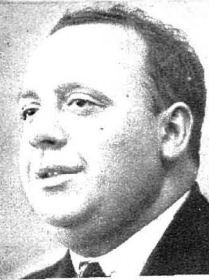
Indalecio Prieto

- Francisco Indalecio Madero, politico messicano
- Indalecio Prieto, politico spagnolo
- Ulisses Indalécio Silva Antunes, vero nome di Lúcio Antunes, allenatore di calcio capoverdiano